# Time for another
Time for another is het tweede studioalbum van Ace. Na het succes van hun vorige album Five-a-side  en single Low long kreeg Ace het hard te verduren met de opvolger. Time for another haalde nergens de verkoopcijfers van haar voorganger. De eerste single die van het album werd afgehaald No future in your eyes (B-kant I’m a man) haalde ook geen hitparade. Hetzelfde lot onderging Ain't gonna stand for this no more met Rock and roll runaway. Het album haalde de 153e plaats in de Billboard 200.  Het album werd opgenomen in de Rockfield Studios in Wales.

## Musici
- Bam King, Phil Harris – zang, gitaar
- Tex Comer – zang, basgitaar
- Paul Carrack – zang, toetsinstrumenten
- Fran Byrne – slagwerk, percussie

Met medewerking van Rusty Young van Poco voor Does it hurt you.

## Muziek
| Nr. | Titel                                                                    | Duur |
| --- | ------------------------------------------------------------------------ | ---- |
| 1.  | I think it’s gonna last (Carrack)                                        | 4:42 |
| 2.  | I’m a man (Carrack, Comer, Harris, King, Byrne)                          | 3:56 |
| 3.  | Tongue tied (Comer)                                                      | 4:40 |
| 4.  | Does it hurt you (King)                                                  | 4;25 |
| 5.  | Message to you (Harris)                                                  | 4:23 |
| 6.  | No future in your eyes (Carrack, Comer, Harris, King, Byrne)             | 3:29 |
| 7.  | This is what you find (King)                                             | 3:58 |
| 8.  | You can’t lose (Harris, Comer, Byrne)                                    | 4:29 |
| 9.  | Sail on my brother (Carrack)                                             | 4;35 |
| 10. | Ain’t gonna stand for this no more (Carrack, Comer, Harris, King, Byrne) | 4:08 |